# Shapov
Alexander Shapovalov (Smolensk, Rusia, 28 de enero de 1989), más conocido por su nombre artístico Shapov, es un productor y DJ ruso. También es miembro del proyecto electrónico Hard Rock Sofa. Ahora Shapov es residente del sello británico Axtone. Las colaboraciones con Axwell titulado "Belong"  y con Armin van Buuren llamados "The Last Dancer", "Our Origin"  y "La Resistance De L'Amour"  se consideran las obras más famosas del productor.

## Biografía

### Hard Rock Sofa
Alexander comenzó a experimentar con el sonido cuando tenía 16 años. En el otoño de 2005, él y otro DJ y productor Denis Chepikov formaron el proyecto musical "Hard Rock Sofa". El vocalista posterior Sergey Zuev se unió a ellos. Durante su participación en el proyecto, Alexander compuso muchas pistas, algunas de las cuales se convirtieron en éxitos. Las pistas más populares "Here We Go", "Quasar" (usadas como la banda sonora de la película Fast and Furious 6) y "Rasputin" fueron interpretadas por el legendario trío Swedish House Mafia. Como parte del proyecto, Alexander actuó en los festivales de música más grandes como Ultra Music Festival, Tomorrowland, Electric Daisy Carnival, Sensation, Electric Zoo, Global Gathering.

### Shapov
En 2015, Alexander dejó el proyecto Hard Rock Sofa y comenzó su carrera en solitario bajo el nombre artístico de Shapov. En el mismo año se unió al famoso sello británico Axtone Records, encabezado por Axwell.
El 23 de febrero de 2015, Shapov lanzó la reproducción extendida en Axtone Records llamada "Shapov EP", que incluía la pista "Disco Tufli" y la colaboración con Meg & Nerak "Party People". El presentador de radio Danny Howard apoyó la canción "Party People" en «BBC Radio 1» durante la mezcla de tres horas de Back 2 Back con David Guetta.
El 25 de abril de 2015, Shapov presentó su proyecto en solitario en el Gold Club en Smolensk. El productor fue apoyado por sus amigos y colegas como Swanky Tunes, Hard Rock Sofa, Matisse & Sadko, Meg & Nerak y Skidka.
Más tarde, Shapov colaboró con el productor ruso Amersy en "Vavilon" y luego lanzó el sencillo "Runic" en Axtone Records.
El 5 de octubre de 2015 salió el segundo EP titulado "Everybody". Un mes más tarde, Shapov lanzó el tema "Our World" con el cantante y compositor estadounidense Justin Tranter. Esta composición se incluyó en el álbum de aniversario "Axtone Ten" ”, dedicado a la década de la existencia del sello Axtone Records.
De acuerdo con el portal de Beatport, Shapov se convirtió en el “Avance del año 2015” ”en el estilo de EDM.
A principios de 2016, Shapov presentó el tema "Future Rave", interpretado en el mix de invitados grabado para el programa Diplo & Friends en BBC Radio 1. Más tarde, la composición se publicó en Axtone Records. Ese mismo año, en los sellos Axtone Records y Ultra Records se lanzó una de las obras más importantes de la carrera de Shapov, que fue su colaboración llamada "Belong" con Axwell, miembro del trío Swedish House Mafia.
En 2017 tuvo lugar el lanzamiento del tercer EP "Four Corners" que consta de 4 pistas en los sellos Axtone Records y Armada. La primera pista, "Breathing Deeper", fue una colaboración con los productores Meg & Nerak. La segunda pista "Some People" fue escrita con la participación del proyecto electrónico ruso "Beverly Pills". El tercer trabajo es un sencillo "More Than Love" con un grupo de "Rookies". La pista solista "Analogue Soul" completó las "Cuatro esquinas". El siguiente proyecto en su carrera fue el lanzamiento de "The Way" junto con el trío Trouze.
En 2018, Shapov colaboró con un legendario músico holandés de estilo trance house, Armin van Buuren, en "The Last Dancer". Los DJ tocaron juntos en el escenario principal del Ultra Music Festival en Miami. Pronto tuvo lugar el lanzamiento de una nueva colaboración llamada "Our Origin", que Armin van Buuren presentó al comienzo de su presentación en Tomorrowland. Entonces "Our Origin" fue utilizado como una banda sonora para el festival aftermovie. Ambas pistas fueron lanzadas en el Armind.
A finales de 2019, se lanzará un lanzamiento conjunto con Magnificence, que se convierte en la pista oficial para el video de presentación promocional de la nueva generación de Peugeot 208 . La marca Peugeot entra con confianza en la era de la 'transición energética', ofreciendo su visión del futuro en colaboración con "Unboring the Future".

## Discografía
EPs
| Título       | Datos del álbum                                                                               | Lista de canciones |
| ------------ | --------------------------------------------------------------------------------------------- | --- |
| Shapov EP    | - Lanzamiento: 23 de febrero de 2015 - Discográfica: Axtone - Formato: Descarga digital       | 1. "Party People" (con Meg & Nerak) 2. "Disco tufli"                                                                                    |
| Everybody EP | - Lanzamiento: 5 de octubre de 2015 - Discográfica: Axtone - Formato: Descarga digital        | 1. "Everybody" (con Meg & Nerak) 2. "Dream About It" (con Meg & Nerak)                                                                  |
| Four Corners | - Lanzamiento: 10 de febrero de 2017 - Discográfica: Axtone - Formato: Descarga digital       | 1. "Breathing Deeper" (con Meg & Nerak) 2. "Some People" (con Beverly Pills) 3. "More Than Love" (con Rookies) 4. "Analogue Soul"       |
| Trilogy      | - Lanzamiento: 12 de abril de 2019 - Discográfica: Armada, Armind - Formato: Descarga digital | 1. "La Résistance de L'Amour" (con Armin van Buuren) 2. "The Last Dancer" (con Armin van Buuren) 3. "Our Origin" (con Armin van Buuren) |

## Sencillos y colaboraciones
| Año  | Título                   | Artista                  | Discográfica  |
| ---- | ------------------------ | ------------------------ | ------------- |
| 2015 | Vavilon                  | Shapov, Amersy           | Axtone        |
| 2015 | Runic                    | Shapov                   | Axtone        |
| 2015 | Our World                | Shapov, Justin Tranter   | Axtone        |
| 2016 | Future Rave              | Shapov                   | Axtone        |
| 2016 | Belong                   | Shapov, Axwell           | Axtone, Ultra |
| 2016 | Beats Do Work            | Shapov                   | Monomark      |
| 2017 | The Way                  | Shapov, Trouze           | Axtone        |
| 2018 | Alternate                | Shapov, Sam Bagira       | Axtone        |
| 2018 | The Last Dancer          | Shapov, Armin van Buuren | Armind        |
| 2018 | Our Origin               | Shapov, Armin van Buuren | Armind        |
| 2019 | La Résistance De L'Amour | Shapov, Armin van Buuren | Armind        |
| 2020 | My World                 | Shapov, Vini Vici, Nervo | Alteza        |
| 2020 | Chasing Shadows          | Shapov, Cal              | Armada        |

### Remixes
| Año  | Título                                             | Artista(s) Originales | Discográfica  |
| ---- | -------------------------------------------------- | --------------------- | ------------- |
| 2015 | Paradigm (Shapov Remix)                            | CamelPhat, A*M*E      | Axtone        |
| 2015 | SummerThing! (Shapov vs M.E.G. & N.E.R.A.K. Remix) | Afrojack, Mike Taylor | Def Jam       |
| 2016 | Don't Threaten Me With A Good Time (Shapov Remix)  | Panic! At the Disco   | Free download |
| 2017 | We Are Stars (Shapov Remix)                        | Callum Beattie        | 3 Beat        |